# 218 km (obwód kałuski)
218 km (ros. 218 км) – przystanek kolejowy w pobliżu miejscowości Alszany, w rejonie babynińskim, w obwodzie kałuskim, w Rosji. Położony jest na linii Moskwa – Briańsk – Kijów.